# Línea M-270 (Campo de Gibraltar)
La Línea M-270 fue una ruta de transporte público en autobús del Consorcio de Transporte Metropolitano del Campo de Gibraltar. Unía Algatocín, localidad de la Serranía de Ronda, con La Línea de la Concepción, pasando por Jimena de la Frontera y Castellar de la Frontera.
En 2023 esta línea fue suprimida y sustituida totalmente por autobuses de la línea M-272, con un recorrido idéntico pasando por el Hospital de La Línea de la Concepción.